# Zhenwu Ge

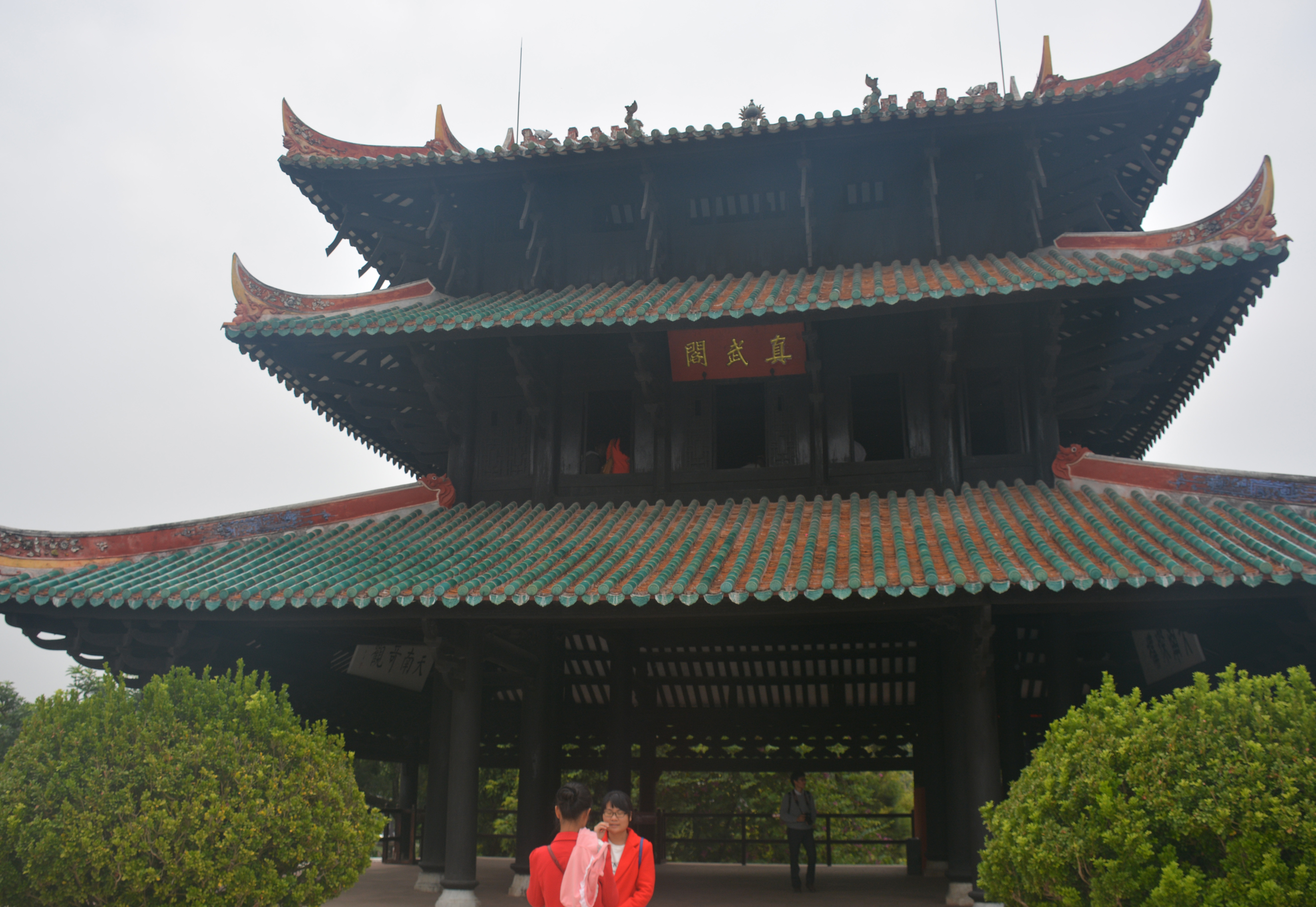
Zhenwu-Pavillon

Zhenwu Ge (auch: Zhenwu-Pavillon oder Pavillon des Wahren Kriegers; chinesisch 真武阁, Pinyin Zhēnwǔ gé, englisch Pavilion to the Perfect Warrior) im Kreis Rong des Autonomen Gebiets Guangxi der Zhuang ist ein daoistischer Tempel aus der Zeit der Tang-Dynastie. Die Jinglüe-Plattform und der Zhenwu-Pavillon (chinesisch 经略台真武阁, Pinyin Jinglüe tai Zhenwu ge) stehen seit 1982 auf der Liste der Denkmäler der Volksrepublik China (2-33).